# Mono Inc.
Mono Inc. — німецький готик-рок-гурт з Гамбурга, заснований у 2000 році.

## Історія
Mono Inc. був заснований в 2000 році Мікі Моно (вокал, бас), Карл Форнія (гітара) і Мартін Енглер (ударні). Бас-гітарист Мануель Антоні приєднався до групи в 2003 році, що збіглося з випуском їхнього дебютного альбому Head Under Water.

### Подальша доля
У 2004 році гурт підписав контракт з NoCut Entertainment і перевипустив альбом з новою обкладинкою, породивши два сингли: «Burn Me» і «Superman».
Під час виробництва їхнього другого альбому Temple Of The Torn у 2006 році Мікі Моно був замінений Енглером на вокалі та Катою Міа на барабанах. Альбом вийшов у 2007 році.
Третій альбом гурту, Pain, Love & Poetry , вийшов у 2008 році. Альбом містить три нові версії пісень з Head Under Wateri дует з Лізою Міддельхаув з Xandria в синглу «Teach Me to Love».
У 2009 році Mono Inc. випустили свій четвертий альбом, Voices Of Doom.
У 2009 році гурт гастролював із Subway to Sally та ASP, відігравши понад сорок концертів у Німеччині, Австрії та Швейцарії, а в 2010 році став хедлайнерами під час туру «Voices Of Doom». Цього ж року 26-ого жовтня співак Мікі Моно загинув у результаті аварії на параплані.
18 березня 2011 року Mono Inc. випустили свій п'ятий альбом Viva Hades. Після цього відбувся інший тур-хедлайнер, «Viva Hades Tour», який включав виступи в Австрії та Швейцарії вдруге, а також гості на «M'era Luna Festival» та інших фестивалях. Після зміни міток на SPV / Rookies & Kings У серпні 2012 року група випустила свій шостий альбом, After The War , початок «After The War Tour». Пісня From the Ashes була виконана наживо під час боксерського поєдинку у важкій вазі 15 вересня 2012 року між Йоаном Пабло Ернандесом і Троєм Россом на стадіоні Brose Arena в Бамберзі.
Їхній сьомий альбом Nimmermehr був випущений 9 серпня 2013 року, досягнувши третього місця в німецькому чарті Offizielle Top 100 за перший тиждень. У серпні 2014 року група випустила свій перший збірник, дводисковий The Clock Ticks On 2004—2014 . Перший диск під назвою «The Clock Ticks On» є збіркою з шістнадцяти треків « best of» .Другий диск під назвою «Alive & Acoustic» є акустичним перевиданням із шістнадцяти треків. «Gothic Queen» і «Twice In Life» стали двома синглами альбому, другий був єдиною новою піснею, створеною для альбому. Альбом був підтриманий «Clock Ticks On Tour» у 2014 році та «Alive & Acoustic Tour» у 2015 році. У травні 2015 року, породивши п'ять синглів, а потім їх «Terlingua Tour». У січні 2017 року вони випустили свій дев'ятий альбом Together Till The End, а пізніше того ж року випустили другий збірник під назвою Symphonies of Pain. Він більш повний, ніж The Clock Ticks On. У липні 2018 року вони випустили свій десятий альбом Welcome to Hell , а потім The Book of Fire в січні 2020 року.

## Склад
- Martin Engler — вокал (2007-сьогодні), ударні (2000—2007), гітара, клавішні
- Carl Fornia — гітара, бек-вокал (2000-сьогодні)
- Katha Mia — ударні, бек-вокал (2007-сьогодні)

### Колишні учасники
- Miky Mono — вокал (2000—2007), бас-гітара (2000—2003)
- Manuel Antoni — бас-гітара, бек-вокал (2003—2021)

## Дискографія

### Студійні альбоми
- 2004 — Head Under Water
- 2007 — Temple of the Torn
- 2008 — Pain, Love & Poetry
- 2009 — Voices of Doom
- 2011 — Viva Hades
- 2012 — After The War
- 2013 — Nimmermehr
- 2014 — The Clock Ticks On 2004—2014
- 2015 — Terlingua
- 2016 — Mono Inc. — Live
- 2017 — Together Till The End
- 2018 — Welcome to Hell
- 2020 — The Book of Fire

### Міні-альбоми
- 2010 — Comedown
- 2011 — Revenge

### Сингли
- 2004 — «Burn Me»
- 2006 — «Somberland»
- 2007 — «Temple of the Torn»
- 2007 — «In My Heart»
- 2008 — «Teach Me to Love»
- 2008 — «Sleeping My Day Away»
- 2008 — «Get Some Sleep»
- 2009 — «This is the Day»
- 2009 — «Voices of Doom»
- 2011 — «Symphony of Pain»
- 2011 — «Revenge»
- 2012 — «Wave No Flag»
- 2013 — «My Deal with God»
- 2015 — «Never-Ending Love Song»
- 2015 — «Tag X»
- 2016 — «Children of the Dark» (feat. Тіло Вольф, Йоахім Вітт & Кріс Хармс)

### Збірники
- 2020 — Melodies in black